# Championnat d'Ouzbékistan de football 1996
Navigation
Saison précédente Saison suivante
La saison 1996 du Championnat d'Ouzbékistan de football est la cinquième édition de la première division en Ouzbékistan, organisée sous forme de poule unique, l'Oliy Liga, où toutes les équipes se rencontrent deux fois au cours de la saison. En fin de saison, il n'y a pas de relégation et les deux meilleurs clubs de Birinchi Liga, la deuxième division ouzbek, sont promus, afin de permettre à toutes les provinces du pays de compter au moins un club en première division.
C'est un petit événement qui a lieu à l'issue de la saison puisque c'est le club de Navbahor Namangan qui remporte le championnat après avoir terminé en tête du classement final, avec deux points d'avance sur le quadruple tenant du titre, le Neftchi Ferghana et douze sur le MHSK Tachkent. C'est le tout premier titre de champion d'Ouzbékistan de l'histoire du club.

## Clubs participants
- Pakhtakor Tachkent
- Neftchi Ferghana
- Sogdiana Jizzakh
- Nurafshon Bukhara
- Navbahor Namangan
- FK Kosonsoy - Promu de Birinchi Liga
- Navroz Andijan
- Atlaschi Margilon
- Traktor Tachkent
- ASK Termiz
- MHSK Tachkent
- Dinamo Urganch - Promu de Birinchi Liga
- FK Yangiyer
- Mash'al Mubarek
- Dinamo Samarqand
- FK Dostlik Tachkent[1]

## Compétition
Le barème de points servant à établir le classement se décompose ainsi :
- Victoire : 3 points
- Match nul : 1 point
- Défaite : 0 point

### Classement
| Rang | Équipe                | Pts | J  | G  | N | P  | Bp | Bc | Diff |
| ---- | --------------------- | --- | -- | -- | - | -- | -- | -- | ---- |
| 1    | Navbahor Namangan     | 74  | 30 | 23 | 5 | 2  | 88 | 23 | +65  |
| 2    | Neftchi Ferghana T'C' | 72  | 30 | 23 | 3 | 4  | 72 | 30 | +42  |
| 3    | MHSK Tachkent         | 62  | 30 | 18 | 8 | 4  | 80 | 41 | +39  |
| 4    | FK Dostlik Tachkent   | 55  | 30 | 17 | 4 | 9  | 52 | 38 | +14  |
| 5    | Nurafshon Bukhara     | 50  | 30 | 15 | 5 | 10 | 52 | 39 | +13  |
| 6    | Pakhtakor Tachkent    | 48  | 30 | 15 | 3 | 12 | 50 | 30 | +20  |
| 7    | Traktor Tachkent      | 43  | 30 | 12 | 7 | 11 | 46 | 43 | +3   |
| 8    | Navroz Andijan        | 41  | 30 | 11 | 8 | 11 | 44 | 51 | -7   |
| 9    | Atlaschi Margilon     | 36  | 30 | 11 | 3 | 16 | 48 | 62 | -14  |
| 10   | Dinamo Samarqand      | 34  | 30 | 11 | 1 | 18 | 36 | 46 | -10  |
| 11   | FK Yangiyer           | 33  | 30 | 10 | 3 | 17 | 43 | 55 | -12  |
| 12   | Sogdiana Jizzakh      | 32  | 30 | 9  | 5 | 16 | 42 | 58 | -16  |
| 13   | FK Kosonsoy P         | 30  | 30 | 9  | 3 | 18 | 32 | 61 | -29  |
| 14   | Mash'al Mubarek       | 28  | 30 | 8  | 4 | 18 | 28 | 64 | -36  |
| 15   | Dinamo Urganch P      | 27  | 30 | 8  | 3 | 19 | 36 | 67 | -31  |
| 16   | ASK Termiz            | 19  | 30 | 4  | 7 | 19 | 29 | 70 | -41  |

|  | Qualification pour la Coupe des clubs champions 1997-1998                           |
|  | Qualification pour la Coupe des Coupes 1997-1998                                    |
|  | T: Tenant du titre C: Vainqueur de la Coupe d'Ouzbékistan P: Promu de Birinchi Liga |

## Bilan de la saison
| Championnat d'Ouzbékistan de football 1996 |                               |
| Champion                                   | Navbahor Namangan (1er titre) |
| Coupes et trophées                         |                               |
| Vainqueur de la Coupe d'Ouzbékistan 1996   | Neftchi Ferghana              |
| Qualifications continentales               |                               |
| Coupe des clubs champions 1997-1998        | Navbahor Namangan             |
| Coupe des Coupes 1997-1998                 | Neftchi Ferghana              |
| Promotions et relégations                  |                               |
| Promus en Oliy Liga                        | Zarafshon Navoiy              |
| Promus en Oliy Liga                        | Chilonzor Tachkent            |
| Relégués en Birinchi Liga                  | Aucun (passage à 18 clubs)    |